# Scaphisoma boleti
Scaphisoma boleti är en skalbaggsart som först beskrevs av Georg Wolfgang Franz Panzer 1793.  Scaphisoma boleti ingår i släktet Scaphisoma, och familjen kortvingar. Arten är reproducerande i Sverige.